# Getter Jaani
Getter Jaani (Tallinn, 3 febbraio 1993) è una cantante estone.

## Carriera

### Eesti otsib superstaari e il primo discoParim päev
È divenuta famosa nel 2009 quando partecipò alla terza edizione del talent show Eesti otsib superstaari (versione estone di Pop Idol) di cui divenne finalista.
Dopo la notorietà ottenuta dal programma, Getter ha pubblicato nel gennaio del 2010 il suo primo singolo Parim Päev. La canzone è stata scritta e prodotta da Sven Lõhmus e la melodia del pezzo è una rivisitazione urban-pop di un brano estone degli anni 80. Il pezzo ha ottenuto un ottimo successo in Estonia, diventando uno dei più trasmessi dalle radio locali. Il 7 giugno venne pubblicato anche il secondo singolo Grammofon, che ha anticipato il primo disco della cantante Parim Päev EP, uscito due giorni dopo. Getter è stata impegnata per tutta l'estate 2010 con un tour nazionale per promuovere l'EP. Getter ha avuto anche importanti esperienze teatrali: infatti ha partecipato alla versione estone del musical teatrale di High School Musical e di Cenerentola (in quest'ultimo ha avuto anche un ruolo da protagonista). È anche apparsa in un episodio delle serie televisiva satirica Riigimehed e ha anche partecipato come concorrente al reality Dancing 4 Life.

### Eurovision 2011 e l'albumRockefeller Street
Getter entra successivamente nel cast dell'Eesti Laul 2011 con il brano Rockefeller Street, durante la finale del 26 febbraio 2011 si conferma vincitrice dell'edizione, vittoria che le consente di rappresentare l'Estonia all'Eurovision Song Contest 2011.
Getter con Rockefeller Street riesce ad arrivare in finale finendo ventiquattresima, nonostante la canzone fosse una delle favorite alla vittoria. Il pezzo raggiunge la numero 3 nella classifica estone, entrando anche nelle classifiche di altri paesi.
A pochi giorni dalla partecipazione all'evento, il 1º maggio 2011 viene pubblicato il primo album in studio di Getter: Rockefeller Street, che include il pezzo per l'Eurovision dallo stesso titolo. L'album è stato pubblicato fisicamente in Estonia e digitalmente in tutto il mondo.
Il 23 maggio viene lanciato in radio il secondo singolo dall'album: Valged Ööd, cantato in duetto con Koit Toome. Il singolo è riuscito a raggiungere la numero 1 nella classifica estone
Il 30 ottobre 2011 viene pubblicato come terzo ed ultimo singolo Me Kõik Jääme Vanaks , brano dove è presente la collaborazione come chitarrista di Mihkel Raud, giudice di Getter quando ha partecipato a Eesti otsib superstaari. Il pezzo si conferma un successo e raggiunge la terza posizione.
Getter nel 2011 ha preso parte anche al musical "La leggenda del sangue" ed ha partecipato alla versione estone di Ballando con le Stelle, chiamata Tantsud tähtedega. Il partner di Getter durante il programma è stato Ott-Sander Palm.

### L'album natalizioJõuluvalguse nuovo album in studio
Il 12 dicembre 2011 pubblica il singolo natalizio Talveöö, cover dei Karavan cantata insieme a Koit Toome e Karl Madis. Il singolo ha anticipato l'album natalizio Jõuluvalgus pubblicato poco tempo dopo.
Il 3 marzo 2012 presenta per la prima volta il brano NYC Taxi alla finale dell'Eesti Laul 2012.
Getter viene successivamente scelta come portavoce del proprio paese per la presentazione del voto estone nella serata finale del 26 maggio all'Eurovision Song Contest 2012.
L'8 giugno 2012 viene pubblicato il videoclip ufficiale del singolo NYC Taxi. Mentre la pubblicazione ufficiale del singolo avviene il 14 giugno.
Nel dicembre del 2012 propone come singolo natalizio il brano Jõuluvalgus, estratto dall'album omonimo pubblicato l'anno precedente.
Nel 2013 durante le seminfinali dell'Eesti Laul 2013 presenta il brano con relativo videoclip Kes on süüdi, che si presenta però come uno scherzo ironico in cui Getter è trasformata in un artista hard rock.

## Discografia

### Album

#### Album Studio
- 2011 - Rockefeller Street
- 2014 - DNA

#### Altri Album
- 2010 - Parim Päev EP
- 2011 - Jõuluvalgus

### Singoli
- 2010 - Parim Päev
- 2010 - Grammofon
- 2011 - Rockefeller Street
- 2011 - Valged Ööd
- 2011 - Me Kõik Jääme Vanaks
- 2011 - Talveöö
- 2012 - NYC Taxi
- 2012 - Jõuluvalgus
- 2013 - Kes on süüdi
- 2013 - Meelelahutajad
- 2014 - Rannamaja
- 2014 - Isa jälgedes